# Улица Лазе Костића (Сомбор)
| Улица Лазе Костића | Улица Лазе Костића           |
| ------------------ | ---------------------------- |
|                    |                              |
| Почетак            | Улица Краља Петра I          |
| Крај               | Венац војводе Петра Бојовића |
| Дужина             | 306 m                        |
| Ширина             | 8 до 13 m                    |
| Створена           |                              |
| Названа            |                              |
| Стари називи       | Школска, Трфортова           |
|                    |                              |
|                    |                              |
| Поглед на улицу    |                              |

Улица Лазе Костића једна је од старијих градских улица Сомбору. Протеже се правцем који повезује Улицу Краља Петра I и Венац војводе Петра Бојовића. 
У њој се и данас налазе многи значајни објекти.

## Име улице
Названа је првобитно Школском по великој школској згради подигнутој на углу ове улице и некадашњег Пашиног сокака(Улица Доситејева).
Крајем 19. века улица је преименована у Трефертову, по имену мађарског публицисте, реформатора, академика и министра образовања Агоштона Трефорта.
После Првог светског рата названа је именом песника Лазе Костића (1841 - 1910).

## О улици
Коловоз у улици је поплочан крајем седамдесетих година 19. века. Улица је асфалтирана је 1964. године.

## Суседне улице
- Улица Краља Петра I
- Улица Париска
- Трг Светог тројства
- Улица Доситејева
- Трг Републике
- Венац војводе Петра Бојовића

## Улицом Лазе Костића
Са леве стране на њеном почетку до угла, где се завршава Улица Париска налази се неколико продавница и локала, као и даље до угла где се завршава Улица Доситејева. Са те стране преко пута, на углу налази се Гимназија и спортска сала, даље низ улицу је Галерија Културног центра "Лаза Костић", као и неколико продавница и локала смештених у Вајдингеровој палати.
На њеном почетку са десне стране налази се Градска кућа која је протеже све до Трга светог Тројства (Ћелави трг). Низ улицу која се даље наставља од Трга са те стране је Галерија "Милана Коњовића", Парк уметника, неколико стамбених зграда у чијем приземљу су смештене продавнице и локали.

### Градска кућа
Једна страна Градске куће налази се на улици Лазе Костића у том делу су смештене продавнице и локали.
Градска кућа је препознатљиви симбол Сомбора, настала на темељима палате коју је као породични дом, подигао гроф Јован Бранковић, први капетан војничке вароши Сомбора, 1718. године. Здање је у значајној мери реновирано 1749. године за смештај Магистрата слободног и краљевског града Сомбора, а готово у целости је подигнуто 1842. године за нарасле потребе управе града.
Садашњи једноспратни грађевински склоп објекта потиче из 1842. године сазидан према пројекту Франца Гфелера (1779-1833).
У основи габарит зграде је квадратни са атријумским двориштем. Почетком прошлог века, 1914. године урађен је и пројекат доградње другог спрата у стилу сецесије, али због рата није изведен.
У приземљу зграде су продајни простори, локали на све четири стране зграде.
Фасада према Тргу Светог Тројства је најраскошнија, са истуреним прочељем, приземље на луковима, а спрат са троугластим тимпаноном на округлим стубовима у бази дорског стила. Фасада према Тргу Светог Ђорђа има у средишном делу истурено прочеље са балконом у целој ширини на бочним квадратним и у средини са упареним дорским стубовима.
Зграда је кроз дугу историју постојања имала више преправки и реконструкција, тако су отворени ходници у дворишту делу са аркадама застакљени или зазидани. У другој половини прошлог века двориште је поплочано каменим плочама, уређено за угоститељске и културне садржаје.
Од 1948. године Градска кућа има статус заштићеног споменика културе, а од 1991. године и статус културног добра од великог значаја.

### Трг Светог тројства - ћелави трг
Настао на месту некадашњег дворишта каштела и "зверињака" сомборског граничарског капетана Јована Јанка Бранковића, Трг Светог Тројства је био други велики градски трг у Сомбору.
Касније је био омеђен Градском кућом, црквом Пресветог Тројства и Жупним двором, Грашалковићевом палатом и Тунеровом (Галеовом) зградом, и здањем Гимназије и некадашњом кућом др Јоце Лалошевића. Био је мање прометан од суседног Светођурђевског трга, а дуго времена представљао је само неуређен празан простор испред Градске куће, све до краја 19. века.
На Тргу Светог Тројства, око истоименог каменог споменика подигнутог 1774. године, окупљали су се сомборски грађани римокатоличке вероисповести (Буњевци, Мађари и Немци). Овде су, повремено, постројавани и дефиловали и војници сомборског гарнизона, а у време одржавања великих градских вашара на њему би се налазиле и дашчане пијачне тезге.
Током 1874. године Трг је био поплочан ситном калдрмом, а почетком 20. века на Тргу је, око споменика Светог Тројства, посађено и неколико стабала.
Године 1938. уређен је и Трг Светог Тројства, на сличан начин као и Светођурђевски трг (на бетонску плочу стављен је камен и постављени су ивичњаци).
После Другог светског рата уклоњен је стари барокни споменик Пресветом Тројству (1. маја 1947), а почетком педесетих година 20. века Трг је био претворен у мали парк, са ниским дрвећем (украсним багремима), клупама, травњацима, украсним биљем, стазама и неприкладном модернистичком фонтаном.
Почетни земљани радови на уређењу Трга почели су 1969, а током 1971/72. године стабла на тргу су посечена, фонтана је уклоњена, а простор трга је поплочан крупним каменим коцкама, па су га Сомборци убрзо, у жаргону, прозвали "Ћелави трг".
Од тог времена на Тргу се одржавају све важније градске културне, забавне, политичке и друге манифестације. Крајем деведесетих година 20. века на сва четири угла посађене су младице бођоша и украсно биље, са неколико дрвених седишта на каменом постољу, што је, донекле, оплеменило изглед Трга.

### Галерија "Милана Коњовића"
Бочна страна Галерије "Милана Коњовића" која се са својом предњом страном налази на Тргу Светог Тројства, окренута је на улицу Лазе Костића.
Галерија "Милан Коњовић" у Сомбору је отворена 10. септембра 1966. године збирком од 500 одабраних радова Милана Коњовића, које је велики уметник свом родном граду Сомбору поклонио.
Зграда у којој је смештен легат је саграђена на темељима здања у којем је Фердинанд Планк 1766. године отворио прву апотеку у граду, у стилу бидермајера, а касније је за потребе фармације, 1838. године реновирао Емил Гале. Обимна реконструкција за галерију изведена је после 1961. године.
Објекат је као културно добро од великог значаја под заштитом.

### Трг Уметности
После Другог светског рата између улица Змај Јовине и Улице Лазе Костића, иза некадашње Тунерове куће (Данас Галерија "Милана Коњовића"), формиран је омањи парк. 
Године 1996. када је урађена детаљна реконструкција, уређен је и паркић иза Галерије "Милан Коњовић" и чини Трг уметности.

### Гимназија „Вељко Петровић“
Државна гимназија у Сомбору почела је са радом 11. новембра 1872. Настава је у почетку текла на српском и мађарском наставном језику.
Стара и већ трошна зграда Гимназије показала недовољном за велик број ђака, па је 1882/83. године срушена, а зидање нове, средствима Министарства просвете и Мађарске краљевске владе, трајало је од 1. јула 1884. до 1. априла 1886. године, када је зграда предата школским властима на употребу.
У то време гимназијска зграда имала је само један спрат. Саграђена у стилу романтизма, са основом у облику неправилног слова Е и са фасадом од жуте "свилене" цигле. 
Други  спрат здања сомборске Гимназије дозидан је, средствима Дунавске бановине, у истом архитектонском стилу као и њена основа, током школске 1939/40. године.
Школа је временом обнављана, а стара спортска сала из 19. века темељно је реконструисана и проширена током 2017. године (остављена је само некадашња фасада).
Од 1969. године здање сомборске Гимназије има статус споменика културе.

#### Образовни рад Гимназије
Гимназија у Сомбору обављала је своју основну делатност и током Првог светског рата 1914-1918. Пошто је своју зграду морала уступити за ратну болницу, Гимназија је била принуђена у то време да ради у две дневне смене.
Убрзо после ослобођења свих југославенских народа 1918. године Срби у ослобођеном Сомбору упутили су молбу Министарству просвете у Београду да одобри оснивање Државне гимназије у Сомбору на српскохрватском језику. Почетком 1919. године основана је Државна гимназија у Сомбору на српскохрватском језику.
Најплоднији период у историји сомборске Гимназије отпочео је њеним обновљењем убрзо после ослобођења након другог светског рата.
Најкрупније промене у оријентацији и садржини васпитно-образовног рада у времену после 1945. године наступиле су у реформи гимназијског образовања, чији је израз успостављање два смера општег образовања средњег степена у гимназијама: друштвено-језичког и природно-математичког смера. 
Најповољније услове за организацију свог целокупног образовно-васпитног рада стекла је сомборска Гимназија у 1971. години. Током 1972. године поправљено је и улепшано цело здање Гимназије. 
Реформом гимназије и средњих школа, после 106 година престао је рад и сомборске гимназије. Реформу средњег образовања 1974. године иницирали су политички фактори у земљи.
После вишегодишњег колебања у тражењу пута за ревизију неуспеле реформе средњег образовања, просветни органи Србије определили су се за обновљење гимназије као школе за савремено опште образовање. 
У школској 1990/91. години, обновљена је у Сомбору Гимназија "Вељко Петровић" и враћена у своје здање у Доситејевој улици број 2 у Сомбору.
На предлог Савета Гимназије од 21. октобра и одлуком Скупштине општине Сомбор од 28. децембра 1967. године, Гимназија је добила име Вељка Петровића (1884 - 1967).

### Галерија Културног центра "Лаза Костић"
Галерија Културног центра "Лаза Костић" основана је 28. новембра 1995. године, одмах по затварању Галерије "Ликовна јесен". 
Галерија је са изложбеном делатношћу отпочела 10. маја 1996. године изложбом академског сликара из Београда Милете Продановића.
Седиште установе је Венац Радомира Путника 2. којој припада и Галерија у улици Лазе Костића 5.
Установа носи име најзначајнијег књижевника који је живео и радио у Сомбору Лазе Костића (1841 - 1910).
Од самог почетка рада Културни центар је упућен да делује у више од једне области уметности. Најпрепознатљивија делатност Културног центра је изложбена активност у једној од најбољих малих галерија у земљи, али рад установе не огледа се само у галеријској делатности: музички, сценски, књижевни програм, издаваштво, подршка активностима младих као и културно уметничком аматеризму, даје целовиту слику о раду установе. 
Културни центар својим ангажовањем употпуњује представу о Сомбору као граду културе и уметности.
Досадашње значајније изложбе: Оља Ивањицки, Миодраг Бата Михајловић, Милан Блануша, Јанош Месарош, Сава Стојков, Драган Стојков, Павле Блесић, Владимир Спасић, Кемал Рамујкић...

### Угоститељски објекти

#### Пеливан
На броју 7 (приземље  Вајдингер Палате) налази се чувена посластичарница "Пеливан". Посластичарница је отворена 1936. године.
Када је Мустафа Пеливан почетком претпрошлог века у Београду отворио прву посластичарницу "Пеливан", за њим су убрзо кренули и други чланови његове шире фамилије из села Зли Поток са Шаре. Један од њих Сехадин Таировићје стигао је и у Сомбор и 1936. године отворио посластичарницу "Пеливан", која и данас успешно ради.
Таировићи воде порекло са Шаре, где се налази 20 горанских села. Вековима је народ са тих простора одлазио у печалбу, па су тако стигли и до Сомбора. 
Сехадин Таировић је прву посластичарницу отворио у Сопоту двадесетих година прошлог века, после се преселио на Каленић пијацу у Београду, да би тридесетих година стигао и у Војводину.
У приземљу куће Милана Коњовића у главној улици отворио је 1936. године прву посластичарницу "Пеливан" у Сомбору. Када је 1948. године Коњовићима национализована имовина, узета је и посластичарница са комплетном опремом. Сехадин Таировић је кренуо из почетка и исте године отворио је "Пеливан" у Улици Лазе Костића, где се и данас налази.
Таировићи су били посластичари и власници Пеливана седам деценија, до 2015. године.
Осим баклава, кремпита, тулумба, шампита, ратлука, ћетен-алве, праве и торте и кремасте колаче из бечке и угарске кухиње, али су и даље остали верни старим оријенталним слаткишима. Месе по рецептурама старим стотинак година, а задржали су и стари начин припреме сладоледа без хемије и разних додатака, са посебним рецептом који Горанци посластичари држе у тајности и преносе са колена на колено. У посластичарници служе и бозу, најприроднији напитак који се добија дестилацијом кукуруза и разних житарица, без хемије. Ово старо и омиљено пиће најтраженије је лети.

### Вајдингер палата
Вајдингерова палата је доминантни стамбено - пословни објекат на углу две улице. Има приземље, два спрата и мансарду.
Првобитно учитељска, а затим трговачка јеврејска породица Вајдингер досељена је у Сомбор шездесетих година 19. века. Вајдингерови наследници (Ласло и Фриђеш Вајдингер) затражили су 1909. године од градских власти сагласност да на месту своје приземне куће и продавнице саграде трговачку зграду.
Подигнута је 1912. године према пројекту будимпештанских архитеката Јански Беле и Сиквеши Тибора. Двоспратница са основом у облику обрнутог слова Л. Фасада зграде рађена је у стилу сецесије, са заобљеним угаоним прочељем , испадима и еркерима. Велика улазна полукружна капија од кованог гвожђа и врата степеништа налазе се у завршетку приземља десног крила зграде (са Венца), док се мања улазна капија налази на левом крилу зграде (из ул. Лазе Костића).
Оба крила завршавају се по једним балконом на првом спрату. На високом крову десног крила налазе се по три сферно засведене баџе, док је на крову левог крила једна таква баџа. Са дворишне стране Вајдингер-палате на оба крила зграде налазе се дуги балкони од кованог гвожђа на сваком спрату, до којих се долази завијеним степеништем, смештеним у заобљене куле. 
Нови власник Давид Гросбергер, дозидао је и додатак крилу зграде из улици Лазе Костића.
У приземљу Вајдингерове палате је простор за трговачке радње.
Објекат је сачувао изворно стање архитектонског израза.

### Такси - станица
Испред Вајдингер-палате, од 1923. године, налазила се и прва сомборска аутомобилска такси-станица, која постоји и данас, након скоро једног века.

## Галерија
- Вајдингер палата
- Гимназија "Вељко Петровић"
- Поглед на улицу
- Поглед на улицу
- Биста Милана Коњовића
- Такси станица